# Hubert-Peter Johann
Hubert-Peter Johann (* 17. Juni 1933 in Düsseldorf; † 28. August 2001) war ein deutscher Ingenieur und Umweltexperte.

## Leben
Hubert-Peter Johann studierte an der RWTH Aachen Maschinenbau und promovierte dort 1965 zum Doktoringenieur, 1979 habilitierte er sich an der Universität Wuppertal. 1983 wurde er zum außerplanmäßigen Professor bestellt. Lehraufträge hatte er an der RWTH Aachen, der Universität Duisburg und der Montanuniversität Leoben inne.
Johann war über 30 Jahre lang Umweltschutzbeauftragter der Mannesmann AG. In dieser Zeit war er in zahlreichen Gremien ehrenamtlich tätig, so unter anderem in der Arbeitsgemeinschaft für Umweltfragen, im Normenausschuss Grundlagen des Umweltschutzes (NAGUS) sowie in Umweltausschüssen des Bundesverbandes der Deutschen Industrie (BDI). Von 1996 bis 1998 war er Vorsitzender der Kommission Reinhaltung der Luft.
Johann erhielt 1983 zusammen mit Dietmar Gebhard und Helmut Sanfleben den Océ-van-der-Grinten-Umweltpreis.

## Schriften (Auswahl)
- Analytische Untersuchungen über die Treffsicherheit und Zuverlässigkeit des Leistungsgradschätzens und der Vorgabezeit-Ermittlung mit Hilfe mathematisch-statistischer Verfahren. Dissertationsschrift. 1965.
- Arbeitsplatzgestaltung und Beleuchtung. Heider, Bergisch Gladbach 1967.
- Mensch, Technik und Umwelt. Deutscher Instituts-Verlag, Köln 1976.
- Beitrag zur Strukturierung des Gegenstandsbereichs Umweltschutz aus hochschuldidaktischer Sicht. Habilitationsschrift. VDI-Verlag, Düsseldorf 1979.